# Salmanasar II

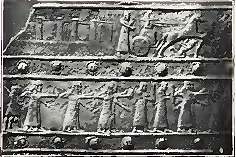
Cubierta de una puerta de bronce de Salmanasar II

Salmanasar II o Salmānu-ašarēd II («el dios Shulmanu es el más importante»), fue un rey asirio (1030 a. C. - 1019 a. C.) perteneciente al llamado Imperio Medio.
Sucedió a su padre, Asurnasirpal I, y gobernó durante 12 años, de acuerdo con la Lista asiria de reyes, y confirmado por un fragmento muy dañado de una lista de epónimos.
En la Lista sincrónica de reyes, está colocado al lado de su contraparte, el rey de Babilonia, Eulmash-shakin-shumi (1004–988a.C.), de la Dinastía de Bazi, una pareja improbable, que quizá refleja el aislamiento de ambos reinos, en este tiempo. Con toda probabilidad, reinó al tiempo que Nabu-shumu-libur (1033 – 1026 a. C.), y Simbar-Shipak (1025-1008 a. C.), cuyos reinados estuvieron caracterizados por sequías, malas cosechas, e incursiones de los arameos, invasiones hechas bajo la presión del cambio climático.
Hay pocas inscripciones que se le puedan atribuir con certeza, y algunas pueden ser de Salmanasar I, que le precedió dos siglos atrás, o bien de alguno de los tres que le siguieron. De los que se le atribuyen sin duda, una estela monumental (n.º 14), de Assur, proporciona su genealogía, permitiendo así su identificación. Dice así: «Salmānu-ašarēd, gran rey, rey del universo, rey de Asiria, hijo de Aššur-nāṣir-apli (I), rey de Asiria, hijo de Shamshi-Adad IV, que fue también rey de Asiria».
Fue sucedido por su hijo, el rey Assur-nirari IV, de breve reinado, y luego por su hermano Assur-rabi II.